# Analoog (techniek)

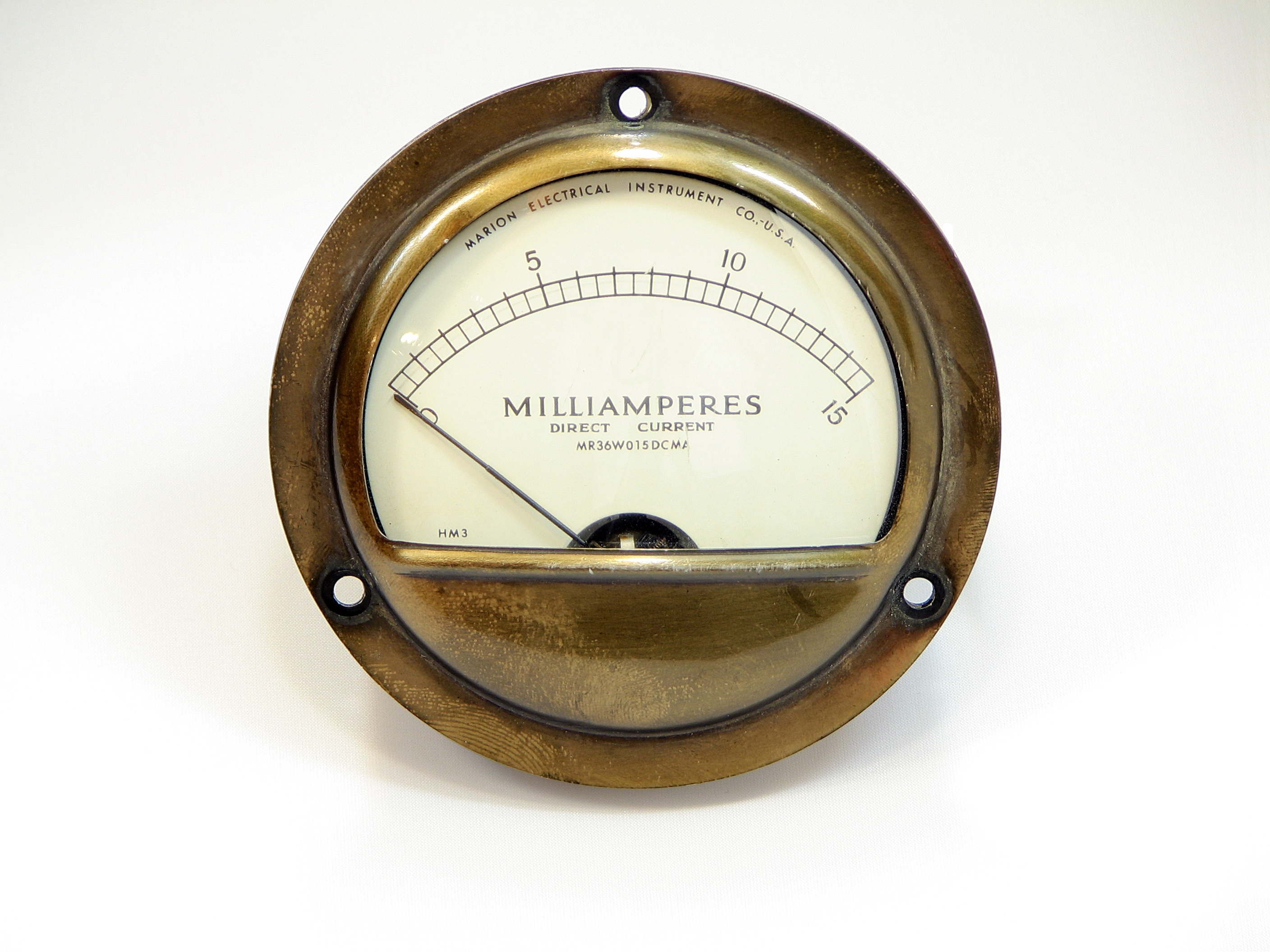
Een analoge ampèremeter

Analoog is de aanduiding voor een bepaald type technologie en de in sommige gevallen daarmee gepaard gaande signalen. Analoge meetinstrumenten geven een aanwijzing die in een continue relatie staat tot de te meten grootheid. Een analoog signaal is een signaal dat in principe traploos waarden kan aannemen in een continuüm. Analoog staat in tegenstelling tot digitaal, waarbij principieel slechts een beperkt aantal discrete niveaus mogelijk zijn. Sinds de opkomst van de elektronica wordt digitaal veelal in verband gebracht met elektronische systemen, maar mechanische, pneumatische, hydraulische en andere systemen kunnen ook als analoog of digitaal gekenmerkt worden.

## Analoog versus digitaal
Het belangrijkste verschil tussen analoog en digitaal ligt in de manier van verwerking van het signaal. Waar bij digitale technologie het oorspronkelijke signaal gereduceerd wordt tot een stroom bits – dus getrapt of sprongsgewijs – is bij analoge technologie het momentane signaal steeds analoog – dus traploos of glijdend – aan het oorspronkelijke signaal. Er is steeds analogie in de analoge signaaloverdracht: bijvoorbeeld de analogie tussen het geluid en het elektrische signaal dat een microfoon produceert, tussen de verschillende elektrische signalen in de versterker, en tussen de elektrische stroom in de luidsprekerkabel en het geluid dat door de luidspreker wordt weergegeven.
De oorspronkelijke betekenis van analoog en digitaal betrof de wijze van weergeven. Bij analoge weergave is de weergegeven grootheid analoog aan de weer te geven grootheid, terwijl bij digitale weergave de weer te geven grootheid met cijfers (digits) is aangeduid. Een bekend voorbeeld is de klok. Een gewone klok met wijzers heeft een analoge weergave, omdat de stand van de wijzers analoog is met de aan te geven tijd. Bij een digitale klok wordt de tijd in cijfers weergegeven.
Een veel gebruikte methode om een analoog signaal te transporteren is modulatie. Dit betekent dat van een basissignaal (bijvoorbeeld een sinusvormige draaggolf in de radiotechniek) een van de eigenschappen wordt veranderd: bij amplitudemodulatie wordt de amplitude van de draaggolf veranderd om het signaal te dragen, en bij frequentiemodulatie gebeurt hetzelfde met de frequentie van de draaggolf. Ook het veranderen van de fase van de draaggolf kan worden gebruikt. In een analoog modem dat wordt gebruikt om computers met elkaar te laten communiceren over een traditionele telefoonlijn, wordt een combinatie van modulatietechnieken gebruikt.
Elke vorm van informatie kan met een analoog signaal worden overgebracht. Vaak is zo'n signaal een elektrisch signaal dat door een opnemer of ontvanger wordt gevormd uit een bestaand signaal als geluid, licht, temperatuur, positie of druk.
De grootste beperking van analoge signaalverwerking is dat elk systeem onderhevig is aan ruis: willekeurige fluctuaties. Wanneer signalen herhaald worden omgezet of over lange afstanden worden getransporteerd, kunnen deze fluctuaties een belangrijke component van het signaal worden. Elektrische ruis kan worden beperkt door afscherming van de kabels en goede verbindingen.
Het ontstaan van ruis maakt het onmogelijk om signaalverlies en vervorming te corrigeren; wanneer immers het signaal versterkt wordt, wordt de ruis mee versterkt.
Zie het artikel over digitaal voor een verhandeling over analoge tegenover digitale signalen.